# Vahan Bego

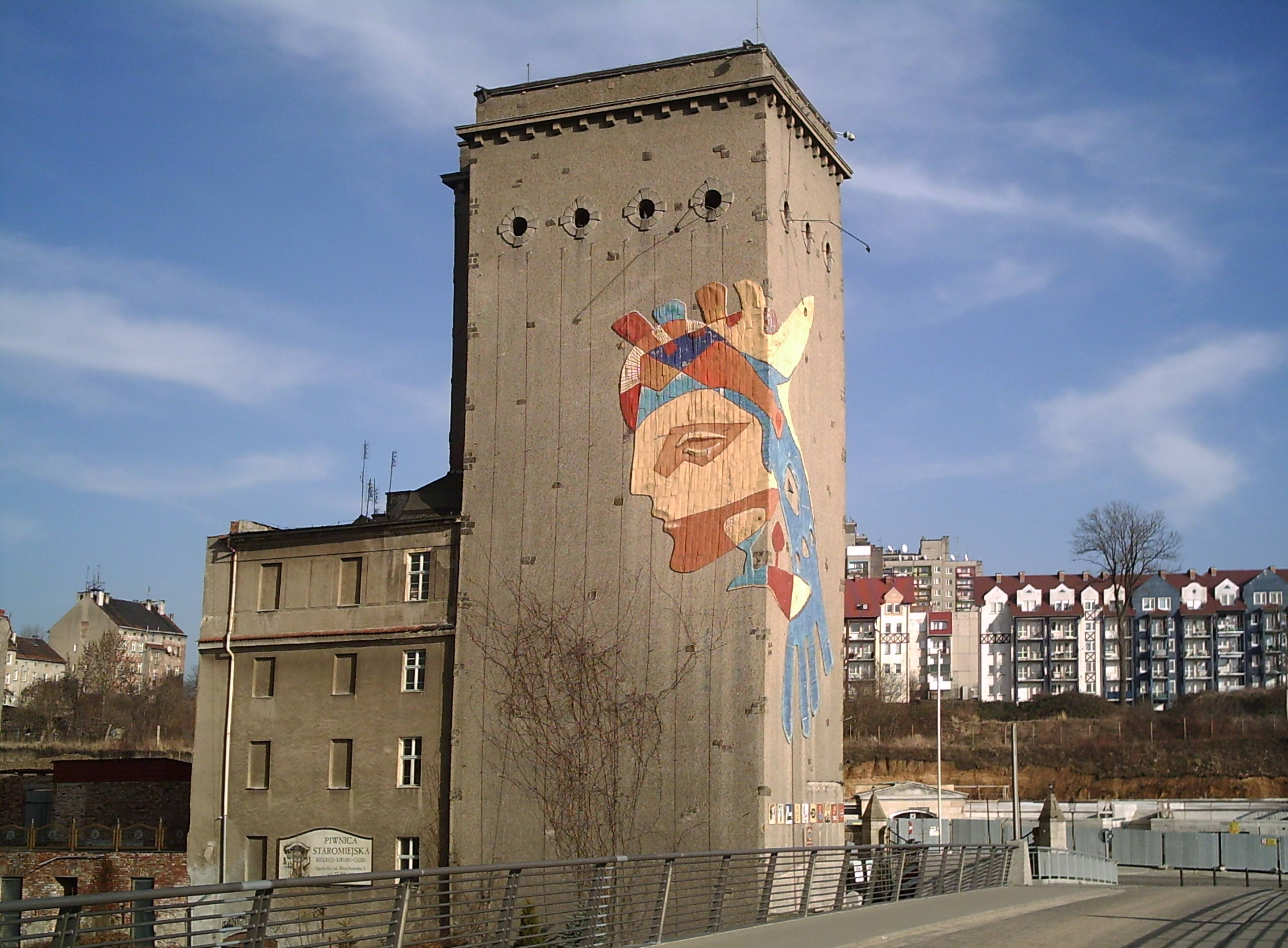
WAZE - czyli Wizerunek Artystyczny Zjednoczonej Europy

Vahan Bego Begjanyan (ur. 13 lutego 1966 w Leninakan) – ormiański artysta plastyk, malarz i rzeźbiarz. 

## Życiorys
Urodził się i dorastał w Armenii. W 1985 otrzymał medal I stopnia na wystawie prac dyplomowych absolwentów średnich szkół plastycznych ZSRR. Do Polski wyemigrował w 1993 roku uciekając z kraju przed wojnami i klęskami żywiołowymi. Polska miała być tylko przystankiem w drodze do Pragi, gdzie mieszkał jego przyjaciel. Jednak zmienił plany i postanowił zostać i tworzyć w Polsce. Tworzył głównie u podnóża Karkonoszy (Jelenia Góra, Mysłakowice, Zgorzelec, Pławna) oraz Wrocławiu i Poznaniu. W 1998 otrzymał honorowe wyróżnienie jury na „Ogólnopolskim Biennale Pasteli Nowy Sącz” a w 2004 na tym samym biennale Grand Prix Ministra Kultury.
Vahan Bego maluje, rzeźbi, tworzy scenografie, realizacje multimedialne i happeningi. Wspólnie z Michałem Bulakiem stworzyli płaskorzeźbę o powierzchni ponad 100 m² zatytułowaną WAZE - czyli Wizerunek Artystyczny Zjednoczonej Europy, która powstała na ścianie nieczynnego spichlerza (Młyn trójkołowy) w Zgorzelcu. Stworzył również oprawy graficzne dla takich zespołów jak Sweet Noise, Pidżama Porno czy Strachy na Lachy.